# Holo (peuple)
Pour les articles homonymes, voir Holo.
Ne doit pas être confondu avec Holoholo (peuple).
Les Holo (ou Baholo, Holu) sont une population d'Afrique australe et centrale vivant en Angola et en République démocratique du Congo, le long de la rivière Kwango.

## Langue
Leur langue est le holu (ou holo). Le nombre total de locuteurs est estimé à 28 200, dont 23 100 en Angola (2000) et 5 100 en république démocratique du Congo (1998).

## Culture
Leurs productions sont apparentées à celles de leurS voisins, les Suku. Outre des statues aux visages plus ronds et des masques-heaumes utilisés lors des cérémonies de circoncision, des objets de prestige étaient également réalisés : panneaux en bois ajourés, appuis-tête, petits tambours à fente et peignes.

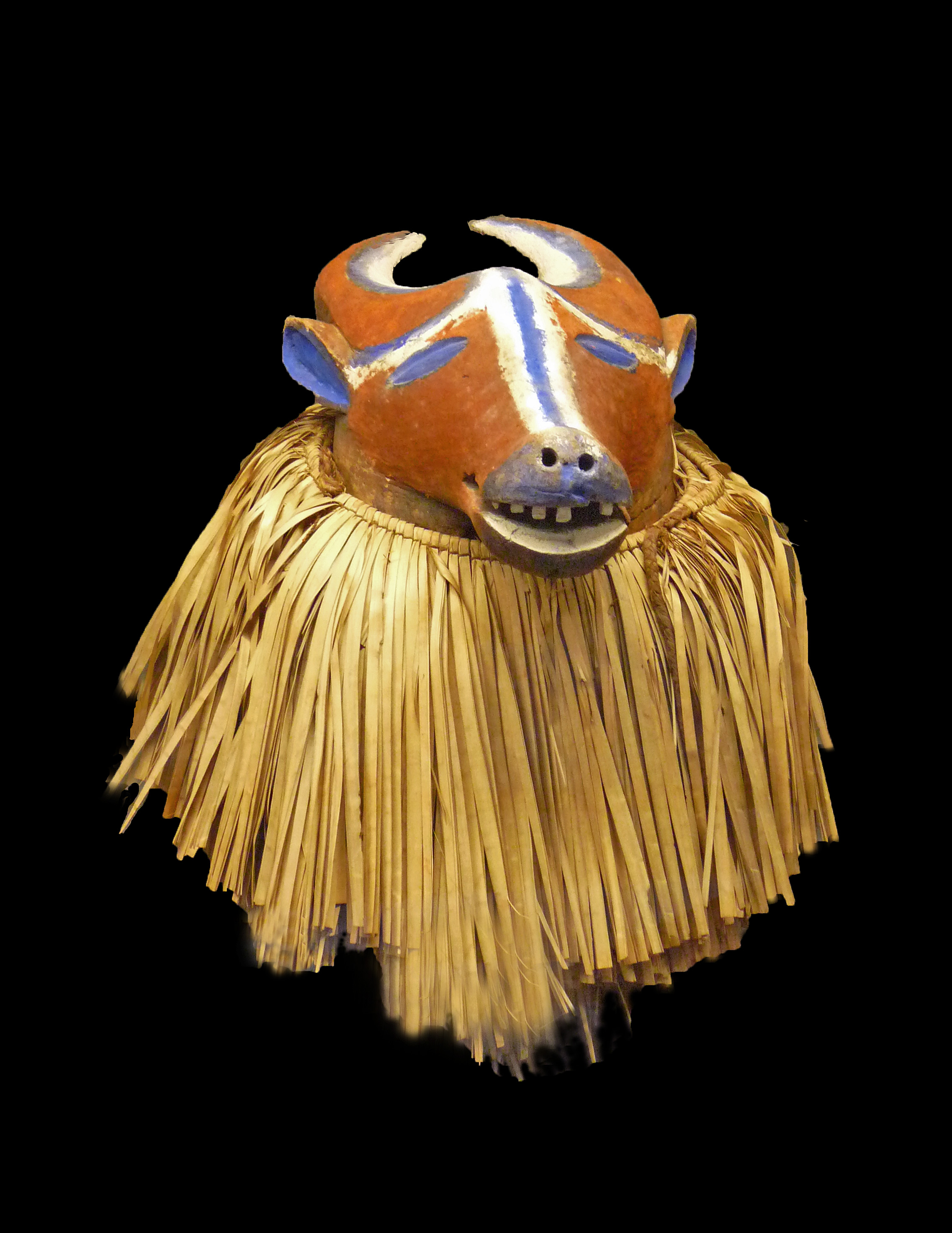
Masque-buffle utilisé lors de la circoncision
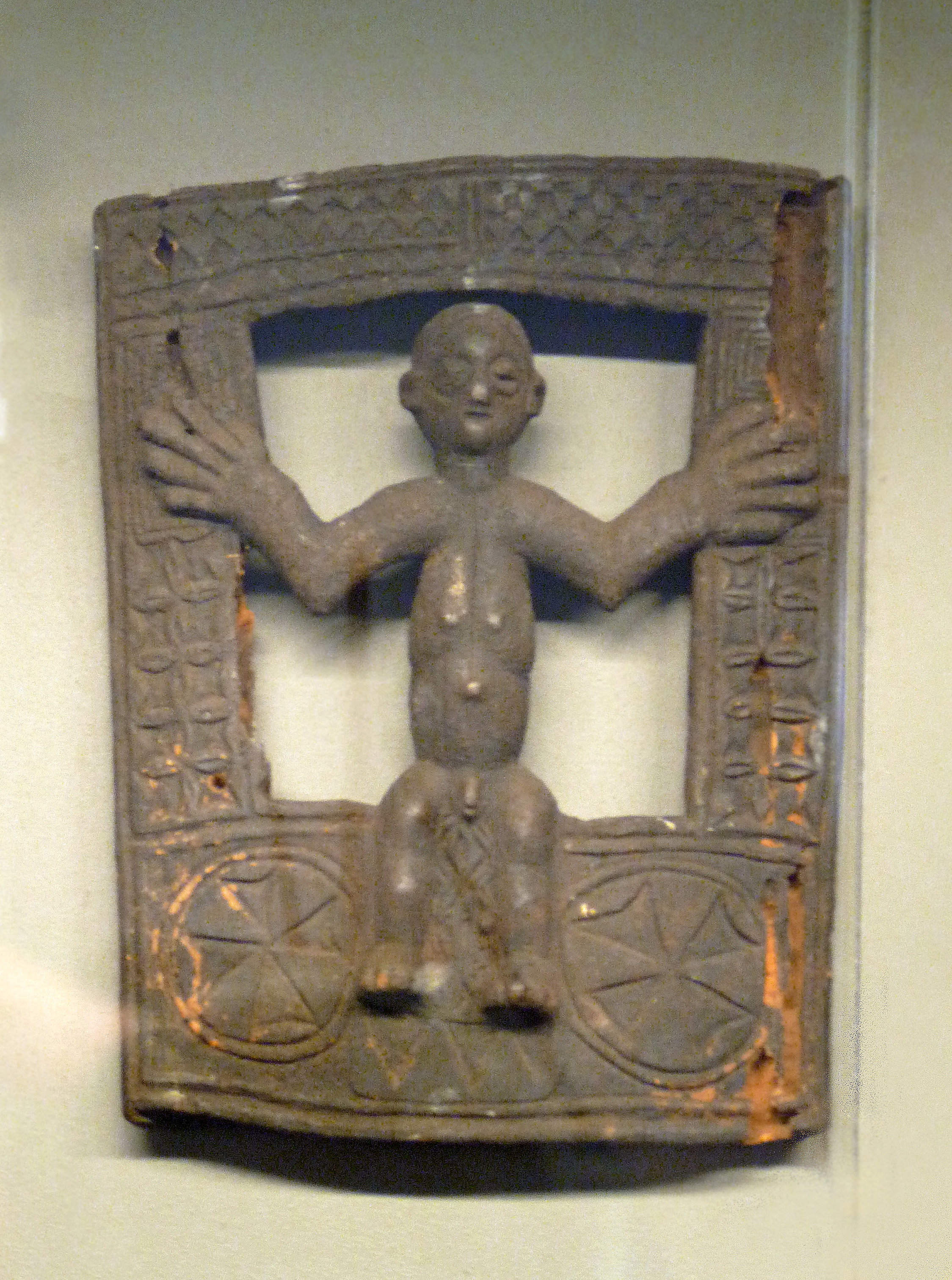
Sculpture santu Nzambi
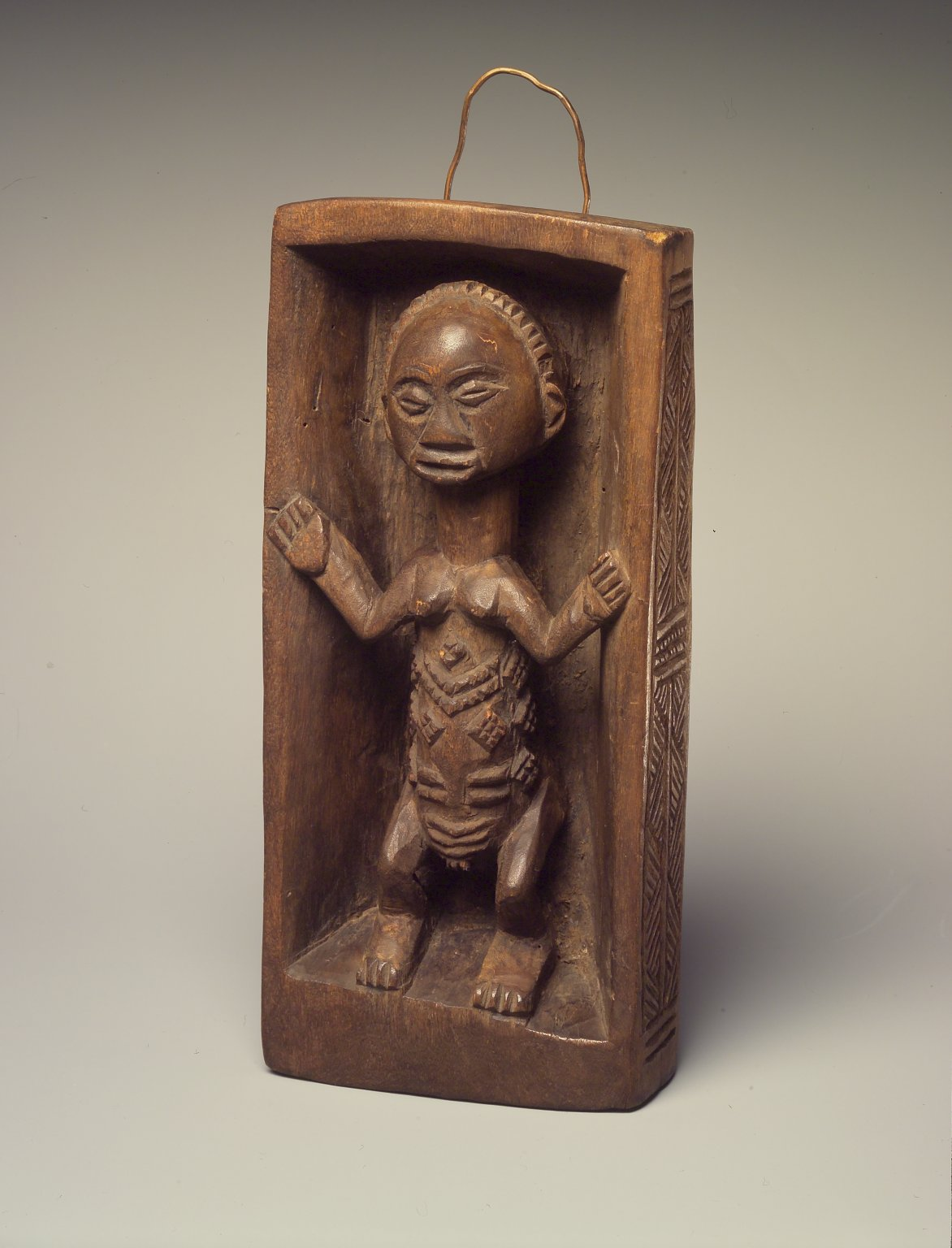
Figure Nzambi
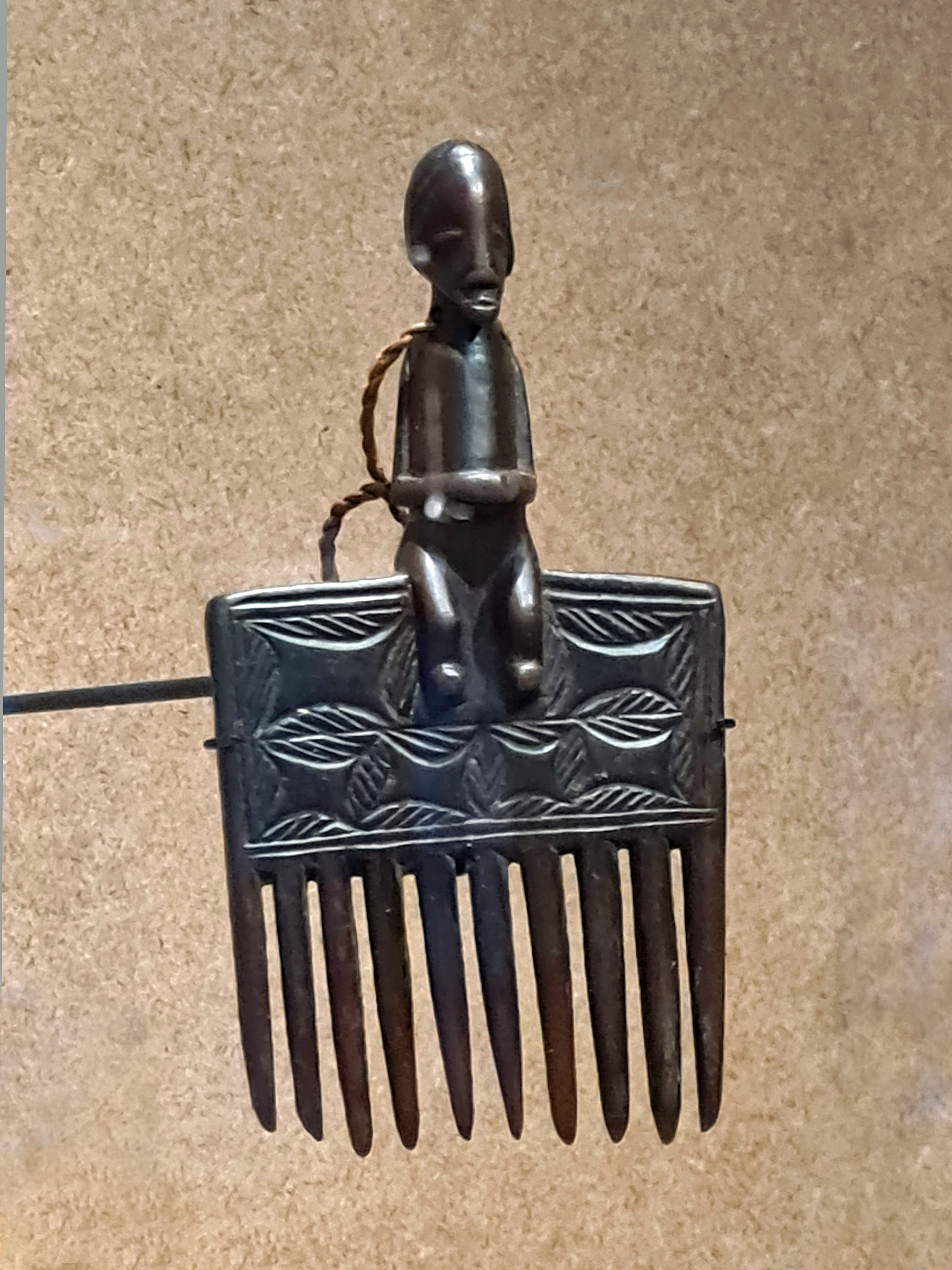
Peigne[3].